# Музей Сербской православной церкви
Музей Сербской православной церкви (серб. Музеј Српске православне цркве) посвящён истории Сербской православной церкви. Он был открыт 14 июня 1954 года в Белграде. Расположен в Соборе Святого Михаила.

## Коллекции
В собрании музеи находятся экспонаты, посвящённые жизни сербов в Габсгургской монархии, портреты церковных деятелей, образцы резьбы, старое сербское Евангелие и печатные книги XIII—XVIII вв., одежда, утварь, изделия из металла, дерева и слоновой кости, русские и сербские иконы.